# Sphingonotus crevellarii
Sphingonotus crevellarii är en insektsart som beskrevs av Jannone 1936. Sphingonotus crevellarii ingår i släktet Sphingonotus och familjen gräshoppor. Inga underarter finns listade i Catalogue of Life.